# José Maria Pinto (político de Minas Gerais)
José Maria Pinto (Oliveira, 3 de novembro de 1934) foi um delegado de polícia e político brasileiro do estado de Minas Gerais.
José Maria Pinto foi deputado estadual de Minas Gerais por duas legislaturas consecutivas, na 11ª e 12ª legislatura (1987-1995), pelo PTB.